# Bethany Doolittle
Pour les articles homonymes, voir Doolittle.
Bethany Doolittle (née le 17 août 1993 à Oakdale, Minnesota) est une joueuse américaine de basket-ball. 

## Biographie
Passée par la Hill-Murray High School, elle joue en universitaires pour les Hawkeyes de l'Iowa de 2011 à 2015 avec la future joueuse WNBA Samantha Logic, qui signe également peu après à Calais. Dans l'histoire des Hawkeyes, elle est seconde pour les contres (278) et seizième pour les points marqués. Ses 106 contres en 2014-2015 et ses 94 en 2013-2014 sont les deux meilleures marques sur une saison. En freshman, elle dispute 31 rencontres  pour 3,7 points en 11,8 minutes de jeu. Membre de l'Academic All-Big Ten selection pour ses résultats scolaires en sophomore, elle passe à 28 minutes de jeu et 7,8 points par rencontre avec notamment son premier double-double (12 points et 12 rebonds) face à  Missouri State, mais c'est lors de saison junior qu'elle se révèle en passant à 14,2 points par match avec une réussite de 55,3% aux tirs. Elle est alors nommée dans la Big Ten All-Defensive Team. En senior, elle contribue à la qualification d'Iowa pour le Sweet Sixteen et est nommé dans le second meilleur cinq de la conférence. Avec 2,76 contres par match, elle la 3e de la conférence et la 17e au niveau national dans cet exercice.
Elle signe son premier contrat professionnel en France au COB Calais. Joueuse rapide et mobile en attaque, elle est dotée de vrais qualités de scoreuse, avec 14,1 pts en moyenne la saison dernière. Mais elle brille également par son autorité en défense avec pas moins de 2,7 contres et 7,0 rebonds par match en senior.  Pour le coach Kevin Brohan : « Si elle est capable de marquer, elle a surtout un profil défensif avec un grand gabarit qu’on n’avait pas la saison dernière ».

## Distinctions personnelles
- Second Team All-Big Ten (2014[5])
- Big Ten All-Defensive Team (2014[5])
- Big Ten All-Tournament Team (2014[5])
- Academic All-Big Ten (2013[5])

## Clubs
- 2011-2015 :  Hawkeyes de l'Iowa
- 2015- :  COB Calais